# Clubiona janae
Clubiona janae là một loài nhện trong họ Clubionidae.
Loài này thuộc chi Clubiona. Clubiona janae được miêu tả năm 1958 bởi Edwards.